# 河津浩滉
河津 浩滉（かわづ ひろあき、1979年10月23日 - ）は、日本の俳優。熊本県出身。本名は河津浩明。オリオンズベルト所属。

## 出演

### テレビドラマ
- 酔いどれ小籐次 最終回（2013年9月13日、NHK） - 浪人 役
- おふこうさん 第5話（2014年2月4日、NHK） - 氏政似の男 役
- 遺留捜査スペシャル（2014年8月9日、テレビ朝日） - 取り立て屋 役
- 相棒 season13 第10話「ストレイシープ」（2015年1月1日、テレビ朝日） - 男1 役
- 再捜査刑事・片岡悠介Ⅷ（2015年8月8日、テレビ朝日） - 刑事B 役
- デスノート 第9話・第10話（2015年8月30日・9月6日、日本テレビ） - エイデン・ハンクス 役
- 奥田英朗クライムサスペンス「邪魔」（2015年9月2日、テレビ東京） - 河瀬太一 役
- 磁石男2015（2015年9月18日、日本テレビ ） -青年団1 役
- おとり捜査官19（2015年9月12日、テレビ朝日） - 強盗殺人犯の男 役
- 吉原裏同心～新春吉原の大火～（2016年1月3日、NHK） - 残党F 役
- 怪盗 山猫 第2話（2016年1月23日、日本テレビ） - チンピラ2 役
- ラストコップ 第3話・第8話（2016年10月22日・11月26日、日本テレビ） - ホームレス 役
- 視覚探偵 日暮旅人 第1話（2017年1月22日、日本テレビ） - チンピラ手下 役
- 増山超能力師事務所 第4話（2017年1月26日、読売テレビ） - ヤクザ構成員2 役
- 全力失踪 第1話・第2話（2017年9月3日・10日、NHK） - 関耕平 役
- 世にも奇妙な物語 17秋の特別編「夜の声」（2017年10月14日、フジテレビ） - 男1 役
- 命売ります 第1話（2018年1月13日、BSジャパン） - チンピラ1 役
- コンフィデンスマンJP 第1話（2018年4月9日、フジテレビ） - ヤクザ2 役
- 天 天和通りの快男児　第5話～第9話（2018年10月3日、10日、17日、24日、31日、テレビ東京）- 黒服 役
- ドロ刑　警視庁捜査三課　第8話（2018年12月1日、日本テレビ）- IT社長 役
- ダイイング・アイ　第3話（2019年3月30日、WOWOW）- 追いかける男 役
- ボイス 110緊急指令室　第1話（2019年7月13日、日本テレビ）- クラブ店長 役
- 警視庁・捜査一課長　正月スペシャル（2020年1月3日、テレビ朝日）- ヤクザ風の男 役
- 七人の秘書　第4話（2020年11月12日、テレビ朝日）- 紳士1 役
- 警視庁強行犯係 樋口顕　最終回2時間スペシャル（2021年2月19日、テレビ東京）- 森谷 役
- 東京地検の男（2021年3月24日、テレビ朝日） - 美香に刺される昔の男 役
- 理想のオトコ（2021年4月15日、テレビ東京） - 小説家 役
- ハコヅメ（2021年7月7日、日本テレビ）- 運転ドライバー 役

### 映画
- るろうに剣心 伝説の最期編（2014年9月、ワーナー・ブラザース） - 野盗 役
- 沈黙-サイレンス-（2017年1月、KADOKAWA） - 番人 役
- 忍びの国（2017年7月、東宝） - 下忍 役
- ザ・ファブル（2019年6月、松竹）- ヤクザ役

### その他のテレビ番組
- 快脳!マジかるハテナ（2013年、日本テレビ） - 再現
- 最凶サギの手口ワースト10（2013年、TBS） - 再現
- カミングアウト（2013年、フジテレビ） - 再現
- 有吉ゼミ★結婚できないスター大集合（2014年、日本テレビ） - 再現
- 人間観察バラエティ モニタリング（2014年 - 、TBS） - 仕掛け人
- ノンストップ!（2014年 - 、フジテレビ） - 再現
- オモクリ監督 千原ジュニア監督作品（2015年、フジテレビ）
- 中居正広の金曜日のスマたちへ（2015年、TBS） - 再現
- 三村&有吉特番 偉人に比べてオレたちはSP（2015年、テレビ朝日） - 再現
- 行列のできる法律相談所（2015年、日本テレビ） - 再現
- 奇跡体験!アンビリバボー（2015年・2017年9月7日、フジテレビ） - 再現
- 芸能界PTA（2015年、フジテレビ） - 再現
- ありえへん∞世界（2015年、テレビ東京） - 再現
- 運命のクロスヒストリー「徹底捜査 忠臣蔵」（2018年12月30日、NHK総合） - 再現
- ドッキリＧＰ（2019年2月23日）- 仕掛け人
- ももクロChan（2019年12月11日）
- テレビ千鳥（2020年3月31日　テレビ朝日）-ノブが頑張る姿を見たいんじゃ！！　容疑者　役
- 0.1%の奇跡　逆転無罪ミステリー（2020年9月21日、テレビ東京）- 再現
- 奇跡体験!アンビリバボー（2020年12月17日、フジテレビ） - 再現

### MV
- ゴールデンボンバー「やさしくしてね[1][リンク切れ]」上司役

### エキセントリックコミックショー
- 永野と高城。2　永野と高城。意外とマジメだった　（2018年7月14日～16日、恵比寿ガーデンホール）
- 永野と高城。3　永野と高城。意外とマジメだった　（2019年10月24日～26日、ニューピアホール）
- 永野と高城。緊急ワークショップ宣言　（2020年9月16日、ニコニコ生放送）

### 岩手県公式動画チャンネル
- 岩手移住物語[リンク切れ]　岩手を愛する男編[リンク切れ]

### 舞台
- 快賊船vol.9「GUN FINE」（2002年8月、新宿シアターブラッツ） - 加賀照男 役
- 快賊船vol.10「US」（2002年12月、新宿シアターブラッツ） - ケートラ 役
- 快賊船vol.11「DONNA」（2003年4月、新宿シアターブラッツ） - 小西 役
- 快賊船vol.12「your live」」（2003年9月、新宿シアターブラッツ） - 村上隆之 役
- 快賊船vol.13「Say yah-聖夜-」（2003年12月、新宿シアターブラッツ） - 三田拓郎 役
- 快賊船vol.14「べらんめぇ」」（2004年6月、新宿シアターブラッツ） - 原田左之助 役
- 幻シンキロウ「アラクノフォビア」（2004年10月、早稲田どらま館）
- 快賊船vol.15「てやんでぇ」（2004年11月、新宿シアターブラッツ） - 原田左之助 役
- 快賊船vol.16「cha・cha・cha」（2005年6月、築地ブディストホール） - 桂小五郎 役
- 快賊船vol.17「KANON」（2005年11月、築地ブディストホール） - フログ 役
- 快賊船vol.18「イマジン」（2006年5月、築地ブディストホール） - 横井耕三 役
- 快賊船vol.20「Bad Days of Vanity」（2006年12月、築地ブディストホール） - 原田左之助 役
- 快賊船vol.21「gigue」（2007年5月、築地ブディストホール） - ワズ・ワース 役
- 快賊船vol.22「黒猫とテーブル」（2007年8月、中野MOMO） - 小池仙次郎 役
- 快賊船vol.23「Anybody and everybody」（2007年11月、築地ブディストホール） - オリキエッテ 役
- 快賊船vol.24　山梨公演「RISE」（2008年3月、身延町総合会館） - 原田左之助 役
- 快賊船vol.25「RISE」（2008年6月、築地ブディストホール） - 原田左之助 役
- 快賊船vol.26「最勇記」（2008年10月、築地ブディストホール） - 吉備津彦 役
- 快賊船vol.27「らららわんだふるわぁるど～」（2009年3月、築地ブディストホール） - 丸山定夫 役
- 劇団HYBRID「血は俺のもの!」（2009年8月） - 永倉新八 役
- 快賊船vol.28「4Roots for Lose」」（2009年11月、築地ブディストホール） - 秦滉親 役
- 快賊船vol.29「re・Birth-八犬伝異聞-前編」（2010年6月、築地ブディストホール） - 犬飼現八 役
- 快賊船vol.30「re・Birth-八犬伝異聞-後編」（2010年11月、築地ブディストホール） - 犬飼現八 役
- 快賊船vol.31「THE TRUTH OF PALM」（2011年7月、築地ブディストホール） - 崔武岩 役
- 快賊船vol.32「P.s～for you and for me～」（2011年11月、築地ブディストホール） - 平井英二 役
- 快賊船vol.33「Novel lie's」（2012年6月、築地ブディストホール） - 桜沢道明 役
- 快賊船vol.34「真心願」（2012年11月、築地ブディストホール） - 武市半平太 役
- 劇団一番「熱い奴ら」（2014年10月、テアトルBONBON） - 梅川 役
- チームオムレット「タンペン11月号」（2016年11月、かもめ座）
- 翠座 「６月のＡＮＮＩＶＥＲＳＡＲＹ」（2017年6月、Blue-T）
- S.H.Produce特別公演「星空ともぐら」（2017年7月、サンモールスタジオ）- 主演
- ルート360°「ルートのオムニバス」（2019年８月、studioHACOZ)